# アントニオ・ロメロ
アントニオ・マドレルイス・ロメロ・ウルキオーラ  (Antonio Madreluis Romero Urquiola  ,  1997年1月16日 - )は、ベネズエラ・バリナス州バリナス出身のプロサッカー選手。CDエルマノス・コルメナレスに所属している。ポジションはFW。

## 来歴
2010年にデポルティーボ・ララのユースチームに入団し、2013-14シーズンにトップチームデビュー。2016年シーズンは23試合の出場で5ゴールを記録した。
2017年夏、チェコ・HETリガのSKシグマ・オロモウツに移籍した。

## 代表経歴
2013年にU-17のベネズエラ代表に選出。2017年にはU-20代表にも選出され、2017 FIFA U-20ワールドカップ出場権を懸けた南米ユース選手権に出場。しかし、ワールドカップにはメンバー外に終わった。